# Daniel Specklin
Daniel Specklin vel Speckle (1536–1589) – alzacki budowniczy fortyfikacji, inżynier i kartograf, urodzony w Strassburgu. Syn grafika Veita Rudolfa Specklina – współpracownika Leonarda Fuchsa.

## Życiorys

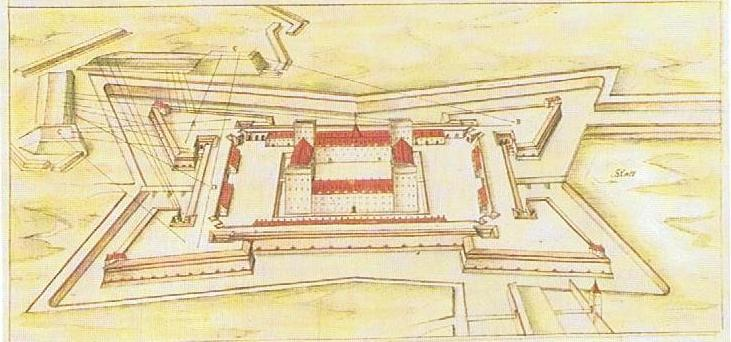
Cytadela Speklina, 1589

W młodości Specklin uczył się na hafciarza jedwabiu, profesje, która była bardzo popularna w tamtym czasie, wymagająca znajomości haftu złotymi i srebrnymi nićmi, a także sporządzania projektów i rysunków.  Jako szesnastolatek, w 1552 roku zakończył on okres swojej nauki, po którym udał się on na obowiązkowe lata wędrówki czeladniczej. W 1554 roku, podczas swojego pobytu na Węgrzech, zwiedzając twierdzę Komorn, zainteresował się jej architekturą, a także innych fortyfikacji. Już rok później brał udział przy wznoszeniu obwarowań Wiednia. Nauczył się nowego zawodu bardzo szybko i jeszcze podczas pobytu w Wiedniu stał się samodzielnym przedsiębiorcą budowlanym. W 1560 roku przebywał w Antwerpii, a następnie ponownie w Wiedniu, w 1564 roku powrócił do rodzinnego Strasburga. Pomimo nowego zawodu wciąż pracował jak hafciarz jedwabiu, jednakże nie zapomniał on umiejętności jakich nabył w dziadzinie kartografii i inżynierii. Przed wyruszeniem w swoją kolejną podróż, sporządził plan Strassburga. Był on między innymi w Düsseldorfuie, Ratyzbonie i na Węgrzech.
W 1573 roku otrzymał od austriackiego arcyksięcia Ferdynanda zamówienie na wykonanie planu całej Alzacji, nad którym prace trwały aż do 1576 roku. Rok później został on wydany mapa wydrukowana z trzech płyt (opracowanych graficznie przez rytownika Franza Hogenberga). Jeszcze w 1576 roku wyruszył do Ingolstadt, by pracować dla bawarskiego księcia Albrechta V, gdzie zajmował się odnawianiem starych umocnień. W podobnym celu, w 1577 roku  podróżował do Ulm. W dniu 5 października 1577 roku został powołany na urząd burmistrza w swoim rodzinnym mieście, z roczną pensją w wysokości 250 guldenów.  W 1580 roku książę Filip IV von Hanau-Lichtenberg wezwał go na swój dwór, by przekształcił Lichtenberg w twierdzę. Od 1565 roku jego żoną była Susanna Wengraft, wdowa po Entringerze.
Poza licznymi pracami budowlanymi w całej Alzacji, między innymi w Ensisheim, prowadził także działalność teoretyczną. Jego główne dzieło, Architektura obwarowań (Architectura von Vestungen) ukazało się w 1589 roku. W nawiązaniu do słynnej Kroniki Świata Schedela opracował też Kronikę Strassburską (Strassburger Chronik).

## Śmierć
Zmarł w wieku 53 lat w rodzinnym Strassburgu, w domu swojej bratanicy Katarzyny żony drukarza książek Lazarusa Zetznera. Spaklin nie miał potomstwa, więc pozostawiony przez niego majątek podzielili między siebie bracia Josias, Zacharias i Jeremias oraz bratanica Katarzyna.